# شب (میکل‌آنژ)

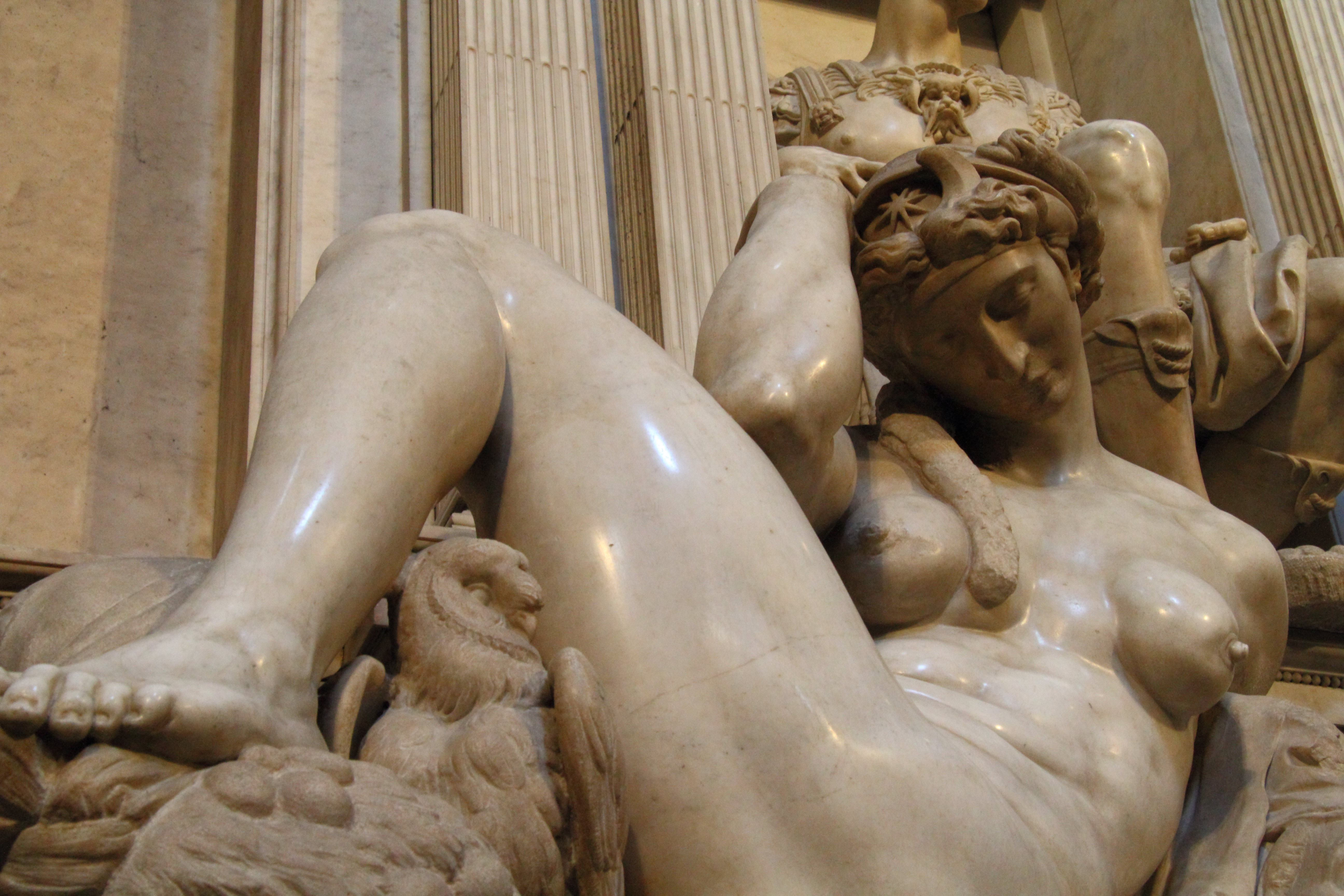
تندیس شب

شب (به ایتالیایی: Notte)، تندیسی مرمرین از میکل‌آنژ است که بین سال‌های ۱۵۲۶ تا ۱۵۳۱ ساخته شده است. این مجسمه بخشی از تزئینات داخلی ظروف‌خانه جدید سن‌لورنزو در فلورانس است.
شب یک بخش از تمثیل چهارگانهٔ اوقات شبانه‌روز است که سمت چپ تابوت سنگی جولیانو مدیچی (دوک نمور) قرار گرفته است.